# (15530) Kuber
(15530) Kuber (2000 AV98) – planetoida z pasa głównego asteroid okrążająca Słońce w ciągu 3,52 lat w średniej odległości 2,31 j.a. Odkryta 5 stycznia 2000 roku.